# Битва під Абесгуном (883)
Битва під Абесгуном — морська битва 883 року між руськими флотом з мусульманським на чолі з еміром Табаристана Саїд-Гасаном ібн-Зейдом. Руси зазнали поразки та відступили.